# Hyttlag
Ett hyttlag eller hyttelag var en grupp av bergsmän som ägde andelar i en hytta. De skötte tillsammans hyttans underhåll samt dess uppvärmning då säsongen inleddes, och nedblåsning då säsongen avslutades. Delägarna hade dock sina egna malmbodar, rostgropar, kolhus och järnbodar, de blåste också själva sitt eget tackjärn i tur och ordning och ombesörjde själva anskaffningen av råvaror (järnmalm, träkol m.m.). I hyttstämman samlades hyttlaget och utsåg en hyttfogde inom laget, vilken skulle svara för bl.a. drift och räkenskaper. Arbetsledare vid hyttan kallades masmästare. Från 1800-talet blev det allt vanligare inom hyttlagen att man även införskaffade anställd arbetskraft. 
De sista s.k. bergsmanshyttorna blåstes ned under 1900-talets första decennium. Enligt uppgift finns trots detta idag två hyttlag kvar i landet, men nu med andra uppgifter än förr. Dessa är Mullhyttans hyttlag och Löa hyttlag. Det finns även ett hyttelag I Gästrikland, Västerhästbo hyttelag. På dess marker finns lämningar av masugn, kolhus och slagghögar. 
Horrsjöhyttans Hyttlag i östra Värmland finns också kvar, trots att det gått 175 år sedan hyttan lades ner.
Gåsbornshyttan i östra Värmland är först omnämnd i 1584 års jordebok, och anlades troligen omkring 1580. Denna hytta drevs av Gåsborns hyttlag till 1866 då den blåstes ner för sista gången. Gåsborns hyttlag är fortfarande aktivt med hyttfogden Bengt Jonsson, och sköter bl a om Gåsborns fiskevårdsområde med försäljning av fiskekort och utsättning av ädelfisk. Själva hyttan nedrevs i slutet av 1800-talet men Hyttbacken med kvarnbyggnad, ägs och sköts fortfarande av hyttlaget.